# لیک مری آو ریچلند (کارولینای جنوبی)
لیک مری آو ریچلند(به انگلیسی: Lake Murray of Richland) شهری در ایالت کارولینای جنوبی کشور ایالات متحده آمریکا است که جمعیت آن در سرشماری سال ۲۰۱۰ میلادی، ۵٬۴۸۴ نفر بوده‌است.